# Eucithara bicolor
Eucithara bicolor é uma espécie de gastrópode do gênero Eucithara, pertencente à família Mangeliidae.